# Brigades Waad Allah
Saraya Wa'ad Allah, également connu sous le nom de Brigades Waad Allah, est un groupe militant chiite bahreïnien. Le groupe est actuellement désigné comme groupe terroriste par le Canada, Bahreïn, l'Égypte, l'Arabie saoudite, les États-Unis, les Émirats arabes unis et Israël. Le groupe a revendiqué la responsabilité de trois attentats,,.

## Idéologie
Le groupe a affirmé sa position pro-iranienne. Le groupe a souvent critiqué les États-Unis pour leur implication au Moyen-Orient. Le groupe a également déclaré vouloir saboter les intérêts israéliens à Bahreïn et s'oppose à la normalisation des relations entre les deux pays,.